# Tepozcuautla
Tepozcuautla är en ort i Mexiko.   Den ligger i kommunen Chilapa de Álvarez och delstaten Guerrero, i den södra delen av landet, 200 km söder om huvudstaden Mexico City. Tepozcuautla ligger 1 672 meter över havet och antalet invånare är 1 254.
Terrängen runt Tepozcuautla är kuperad. Runt Tepozcuautla är det ganska glesbefolkat, med 42 invånare per kvadratkilometer. Närmaste större samhälle är Chilapa de Alvarez, 6,2 km sydost om Tepozcuautla. Omgivningarna runt Tepozcuautla är en mosaik av jordbruksmark och naturlig växtlighet.